# مت گرگ
مت گرگ (انگلیسی: Matt Gregg؛ زادهٔ ۳۰ نوامبر ۱۹۷۸) بازیکن فوتبال اهل بریتانیا است.
از باشگاه‌هایی که در آن بازی کرده‌است می‌توان به باشگاه فوتبال کریستال پالاس، باشگاه فوتبال بوهمیان، باشگاه فوتبال تورکی یونایتد، باشگاه فوتبال سوانزی سیتی، باشگاه فوتبال دانداک، و باشگاه فوتبال اکستر سیتی اشاره کرد.